# مارکو تابای
مارکو تابای (ایتالیایی: Marco Tabai؛ زادهٔ ۱۸ نوامبر ۱۹۶۱) دوچرخه‌سوار اهل ایتالیا است.